# Álex Debón
Álex Debón Latorre (La Vall d’Uixó, 1976. március 1. –) korábbi spanyol motorversenyző, legutóbb a MotoGP Moto2-es kategóriájában versenyzett.

## Karrierje
Nemzetközi karrierje 1998-ban kezdődött, ekkor és a következő évben szabadkártyásként indult néhány versenyen.
2000-ben már a teljes szezont végigversenyezte egy Aprilia nyergében. Bár több top 10-es helyezést is szerzett, az igazi áttörés nem sikerült, ezért 2003-ra Hondára váltott. A japán márkával sem sikerült az előrelépés, ugyanis a Hondánál töltött három év alatt sem sikerült dobogóra állnia egy versenyen sem, legjobb eredménye két ötödik hely volt.
2006-ban és 2007-ben az Aprilia teszt- és tartalékversenyzőjévé avanzsált, ezért ebben a két évben összesen kilenc futamon vett részt. Legközelebb 2008-ra kapott teljes szezonra szerződést. A szezont egy pole-lal indította Katarban, ahol az utolsó kanyarokig vezetett, ám végül csak negyedik lett. Első győzelmét a francia nagydíjon aratta, ahol ugyancsak megszerezte az első rajtkockát. Jó gumiválasztásainak köszönhetően a változékony időjárásban nagy fölénnyel győzött. Ebben az évben még megnyerte a cseh nagydíjat is, a szezon végén pedig összesítésben a negyedik helyen végzett.
2009-ben, a negyedliteres géposztály utolsó évében két pole-pozíciót és egy dobogós helyezést tudott szerezni, de teljesítménye már elmaradt az előző évitől. 2010-ben még versenyzett egy évet az újonnan létrejött középső kategóriában, a Moto2-ben, és szerzett egy dobogós helyezést rögtön a szezonnyitó katari futamon, majd év végén visszavonult.

## Statisztika
| Szezon   | Géposztály | Motor   | Verseny | Győzelem | Dobogó | Pole | Pont | Poz. |
| -------- | ---------- | ------- | ------- | -------- | ------ | ---- | ---- | ---- |
| 1998     | 250 cm³    | Honda   | 1       | 0        | 0      | 0    | -    | -    |
| 1999     | 250 cm³    | Honda   | 3       | 0        | 0      | 0    | -    | -    |
| 2000     | 250 cm³    | Aprilia | 16      | 0        | 0      | 0    | 33   | 15.  |
| 2001     | 250 cm³    | Aprilia | 16      | 0        | 0      | 0    | 60   | 11.  |
| 2002     | 250 cm³    | Aprilia | 16      | 0        | 0      | 0    | 72   | 11.  |
| 2003     | 250 cm³    | Honda   | 15      | 0        | 0      | 0    | 81   | 11.  |
| 2004     | 250 cm³    | Honda   | 15      | 0        | 0      | 0    | 82   | 12.  |
| 2005     | 250 cm³    | Honda   | 16      | 0        | 0      | 0    | 67   | 12.  |
| 2006     | 250 cm³    | Aprilia | 5       | 0        | 0      | 0    | 50   | 13.  |
| 2007     | 250 cm³    | Aprilia | 4       | 0        | 1      | 0    | 27   | 18.  |
| 2008     | 250 cm³    | Aprilia | 16      | 2        | 4      | 2    | 176  | 4.   |
| 2009     | 250 cm³    | Aprilia | 15      | 0        | 1      | 2    | 101  | 10.  |
| 2010     | Moto2      | FTR     | 14      | 0        | 1      | 0    | 73   | 16.  |
| Összesen |            |         | 152     | 2        | 7      | 4    | 822  |      |

## Teljes MotoGP-eredménylistája
(Táblázat értelmezése)

(Félkövér: pole-pozícióból indult; dőlt: leggyorsabb kört futott) 

| Év   | Géposztály | Motor   | 1       | 2       | 3       | 4       | 5       | 6       | 7       | 8       | 9       | 10      | 11      | 12      | 13     | 14      | 15     | 16      | 17      | Poz. | Pont |
| ---- | ---------- | ------- | ------- | ------- | ------- | ------- | ------- | ------- | ------- | ------- | ------- | ------- | ------- | ------- | ------ | ------- | ------ | ------- | ------- | ---- | ---- |
| 1998 | 250 cm³    | Honda   | JPN     | MAL     | SPA     | ITA     | FRA     | MAD Ret | NED     | GBR     | GER     | CZE     | IMO     | CAT     | AUS    | ARG     |        |         |         | HN   | 0    |
| 1999 | 250 cm³    | Honda   | MAL     | JPN     | SPA 26  | FRA     | ITA     | CAT Ret | NED     | GBR     | GER     | CZE     | IMO     | VAL 18  | AUS    | RSA     | BRA    | ARG     |         | HN   | 0    |
| 2000 | 250 cm³    | Aprilia | RSA 12  | MAL 9   | JPN Ret | SPA 14  | FRA 15  | ITA Ret | CAT Ret | NED Ret | GBR 6   | GER Ret | CZE Ret | POR Ret | VAL 11 | BRA Ret | PAC 12 | AUS 18  |         | 15.  | 33   |
| 2001 | 250 cm³    | Aprilia | JPN Ret | RSA 15  | SPA 13  | FRA 10  | ITA 8   | CAT 11  | NED 20  | GBR 8   | GER 6   | CZE 10  | POR 12  | VAL 9   | PAC 18 | AUS Ret | MAL 14 | BRA 16  |         | 11.  | 60   |
| 2002 | 250 cm³    | Aprilia | JPN 9   | RSA 9   | SPA 8   | FRA 9   | ITA Ret | CAT 13  | NED 12  | GBR 9   | GER 10  | CZE 13  | POR Ret | BRA Ret | PAC 10 | MAL Ret | AUS 9  | VAL 9   |         | 11.  | 72   |
| 2003 | 250 cm³    | Honda   | JPN 11  | RSA DSQ | SPA 9   | FRA 8   | ITA 12  | CAT 11  | NED 11  | GBR 10  | GER 9   | CZE DNS | POR 11  | BRA 11  | PAC 9  | MAL Ret | AUS 5  | VAL 10  |         | 11.  | 81   |
| 2004 | 250 cm³    | Honda   | RSA 6   | SPA 5   | FRA 9   | ITA 15  | CAT 8   | NED 12  | BRA 9   | GER 11  | GBR Ret | CZE DNS | POR 8   | JPN 10  | QAT 8  | MAL Ret | AUS 11 | VAL 14  |         | 12.  | 82   |
| 2005 | 250 cm³    | Honda   | SPA 8   | POR 13  | CHN 11  | FRA 8   | ITA Ret | CAT 11  | NED 13  | GBR Ret | GER 12  | CZE 13  | JPN 9   | MAL Ret | QAT 11 | AUS 9   | TUR 12 | VAL 11  |         | 12.  | 67   |
| 2006 | 250 cm³    | Aprilia | SPA DNS | QAT     | TUR     | CHN     | FRA     | ITA 5   | CAT 5   | NED 4   | GBR     | GER     | CZE 12  | MAL     | AUS    | JPN     | POR    | VAL 5   |         | 13.  | 50   |
| 2007 | 250 cm³    | Aprilia | QAT     | SPA 5   | TUR     | CHN     | FRA     | ITA     | CAT 16  | GBR     | NED     | GER     | CZE Ret | RSM     | POR    | JPN     | AUS    | MAL     | VAL 3   | 18.  | 27   |
| 2008 | 250 cm³    | Aprilia | QAT 4   | SPA 6   | POR Ret | CHN 5   | FRA 1   | ITA 2   | CAT 4   | GBR 7   | NED 4   | GER Ret | CZE 1   | RSM Ret | IND C  | JPN 3   | AUS 5  | MAL 6   | VAL Ret | 4.   | 176  |
| 2009 | 250 cm³    | Aprilia | QAT 14  | JPN 5   | SPA Ret | FRA Ret | ITA 7   | CAT 5   | NED 6   | GER 2   | GBR 6   | CZE Ret | IND Ret | RSM 7   | POR 9  | AUS 13  | MAL 7  | VAL DNS |         | 10.  | 101  |
| 2010 | Moto2      | FTR     | QAT 2   | SPA 25  | FRA 16  | ITA 10  | GBR 5   | NED DNS | CAT Ret | GER Ret | CZE 7   | IND Ret | RSM     | ARA 22  | JPN 10 | MAL 5   | AUS 9  | POR DNS | VAL 13  | 16.  | 73   |

## Külső hivatkozások
- Hivatalos weboldala Archiválva 2020. december 17-i dátummal a Wayback Machine-ben